# Бенедикт XI
Бенедикт XI або Венедикт XI, O.P. (лат. Benedictus; 1240, Тревізо — 7 липня 1304, Перуджа) — сто дев'яносто третій Папа Римський, понтифікат якого тривав з 22 жовтня 1303 року до 7 липня 1304 року, блаженний.
Бенедикт XI був домініканцем, під час призначення його генеральним магістром ордену в 1296 році, видав укази, якими заборонив домініканцям ставити під сумнів законність обрання Боніфація VIII папою Римським. Під час полонення Боніфація VIII в Ананьї Бокасіні був одним з двох кардиналів, які підтримували позицію папи. Після обрання папою Бенедикт XI скасував відлучення від церкви короля Франції Філіпа IV, проголошене раніше Боніфацієм VIII, та ігнорував буллу Unam sanctam. 7 червня 1304 він відлучив від церкви міністра Філіпа IV Гійома Ногаре та італійців, причетних до затримання папи Боніфація VIII в Ананьї.
Після короткого правління впродовж 8 місяців Бенедикт XI несподівано помер у Перуджі. Незважаючи на відсутність прямих доказів, існує версія про його отруєння агентами Гійома Ногаре. Наступник Бенедикта Климент V (1305–1314) переніс папську резиденцію з Рима до Авіньйона, розпочавши таким чином період, який одержав назву Авіньйонський полон (1309–1377).